# Shikoku Facula
Pour les articles homonymes, voir Shikoku (homonymie).
Shikoku Facula est une zone d'albédo élevé de Titan, satellite naturel de Saturne.

## Caractéristiques
Shikoku Facula est située à l'intérieur de la vaste zone sombre de Shangri-la, centrée sur 10,4° de latitude sud et 164,1° de longitude ouest, et mesure 285 km dans sa plus grande dimension.
Les images de Shikoku Facula révèlent une frontière complexe entre la zone claire et le terrain sombre qui l'entoure, ainsi que plusieurs canaux sombres qui se terminent le long de cette limite. Le nord-est de Shikoku Facula présente une zone circulaire de terrain plat de 35 km de diamètre qui pourrait être un cratère d'impact.

## Observation
Shikoku Facula a été découverte par les images transmises par la sonde Cassini en octobre 2004 et observée plusieurs fois depuis, en particulier par radar lors du survol du 30 avril 2005.
Elle a reçu le nom de Shikoku, une île du Japon. Avant ce nommage officiel, elle était informellement surnommée « Grande-Bretagne », à cause de sa ressemblance avec l'île terrestre.